# Махно, Юрий Иванович
Ю́рий Ива́нович Махно́ (укр. Юрій Іванович Махно; род. 13 февраля 1938, Кирово, Николаевская область) — советский футболист, советский и украинский футбольный тренер. Заслуженный тренер Украины, заслуженный работник физической культуры и спорта Украины

## Биография
Родился 13 февраля 1938 года. В детстве активно увлекался спортивной гимнастикой, но предпочёл футбол, попав в юношескую команду кировоградской «Звезды», где занимался под руководством тренера Андрея Галатенко. В 1959 году тренировался с главной командой, но не смог выиграть конкуренцию у игроков основы. В дальнейшем играл в других командах из Кировоградской области, а вскоре решил сосредоточиться на тренерской карьере.
В 1961 году окончил факультет физического воспитания Кировоградского педагогического института. Вскоре после этого начал работу в ДЮСШ города Новогеоргиевска (позднее — Светловодска). Затем стал тренером светловодской команды «Авангард», укомплектованной преимущественно игроками местной ДЮСШ. С 1975 года — начальник команды в кировоградской «Звезде». В том же году клуб стал обладателем Кубка УССР. Работал на тренерских и административных должностях в кировоградской команде, в 1982 году, в течение первой половины сезона был старшим тренером команды. С 1982 года по сегодняшний день возглавляет физкультурно-спортивное общество «Колос». Под его руководством начинали свою карьеру Валерий Гошкодеря, Николай Федоренко, Борис Белоус, Алексей Ионов, Вадим Евтушенко, Николай Латыш, Михаил Михайлов.
Работал делегатом ФФУ на матчах Высшей лиги чемпионата Украины. Так же занимался развитием детско-юношеского футбола в Кировограде и области, был членом исполкома областной федерации футбола. В мае 1992 года, в результате несчастного случая потерял обе ноги, но тем не менее продолжил работу. В 1998 году удостоен звания «Заслуженный тренер Украины» за подготовку спортсменов для команд высшей лиги. В 2008 году награждён «Золотым знаком отличия ПФЛ Украины». Является почётным гражданином городов Бобринец и Светловодск. В 2000—2005 годах в Светловодске проводился всеукраинский турнир среди детей на призы заслуженного тренера Украины Юрия Махно.

## Семья
Сын — Геннадий Махно — украинский футбольный арбитр, обслуживал матчи Первой лиги чемпионата Украины. По завершении карьеры стал наблюдателем арбитража и тренером.